# Río Sotileja
Der Río Sotileja, alternative Schreibweise: Río Sotilija, ist ein etwa 122 km langer rechter Nebenfluss des Río Manú in Südost-Peru in der Provinz Manu der Region Madre de Dios. Der Flusslauf liegt im Distrikt Fitzcarrald.

## Flusslauf
Der Río Sotileja entspringt in einem vorandinen Höhenkamm der peruanischen Ostkordillere auf einer Höhe von etwa 2500 m. Der Río Sotileja durchquert das Bergland in nördlicher Richtung. Bei Flusskilometer 95 wendet sich der Fluss in Richtung Westnordwest, um einen Gebirgskamm westlich zu umfließen. Ab Flusskilometer 75 fließt er nach Norden. Auf seinen unteren 63 Kilometern durchquert der Río Sotileja das Amazonastiefland. Die letzten 35 Kilometer verläuft er in überwiegend ostnordöstlicher Richtung und mündet schließlich in den nach Osten strömenden Río Manú.

## Einzugsgebiet
Der Río Sotileja entwässert ein Areal von etwa 950 km² am Rande der peruanischen Ostkordillere. Das Einzugsgebiet liegt im Nationalpark Manú. Es grenzt im Osten an die Einzugsgebiete von Río Fierro und Río Cumeriali, im Südwesten an das Einzugsgebiet des Río Timpía sowie im Westen an das Einzugsgebiet des oberstrom gelegenen Río Manú.